# جرذ العشب البليكي
جرذ العشب البليكي (الاسم العلمي: Arvicanthis blicki)، نوع من القوارض من فصيلة الفأرية. يوجد فقط في إثيوبيا. موطنها الطبيعي هي المروج شبه استوائية أو استوائية على ارتفاعات عالية. إنهُ مهدد بخسارة موطنه.